# Romans - Demoni dal passato
Romans - Demoni dal passato (Romans) è un film del 2017 diretto da Ludwig Shammasian e Paul Shammasian, con protagonista Orlando Bloom.

## Trama
Romans è la storia di un uomo che deve fare i conti con la propria insicurezza e l'eredità di un abuso sessuale subito in adolescenza dal fidato prete del paese.

## Produzione
Le riprese del film sono iniziate il 16 novembre 2015.

## Distribuzione
Il film è presentato in anteprima al Edinburgh International Film Festival il 1º luglio 2017.